# Puchar Narodów Afryki 2015
Puchar Narodów Afryki 2015 – 30. edycja turnieju o mistrzostwo Afryki w piłce nożnej mężczyzn, która odbywała się w dniach 17 stycznia – 8 lutego 2015 r. Turniej początkowo miał być rozegrany na boiskach w Maroku, jednak ze względu na panującą w Afryce epidemię wirusa Ebola, władze Marokańskiego Związku Piłki Nożnej postanowiły zrzec się prawa do organizacji turnieju zaledwie 3 miesiące przed jego rozpoczęciem. Ostatecznie nowym gospodarzem została Gwinea Równikowa.

## Organizacja
Następujące kraje były zainteresowane organizowaniem Pucharu Narodów Afryki w roku 2015 lub 2017:
| Kraj                          | Ostatnio gościł PNA |
| ----------------------------- | ------------------- |
| Botswana                      | –                   |
| Kamerun                       | 1972                |
| Demokratyczna Republika Konga | –                   |
| Gwinea                        | –                   |
| Maroko                        | 1988                |
| Południowa Afryka             | 2013                |
| Zambia                        | –                   |
| Zimbabwe                      | –                   |

### Krótka Lista Kandydatów
Ostatecznie, CAF otrzymało 3 oferty przed 30 września 2010 r., który był ostateczną datą zgłaszania kandydatur do organizacji Pucharu Narodów Afryki w 2015 lub 2017. Oferty te napłynęły z DR Konga, Maroka i RPA. Wszystkie trzy oferty zostały pierwotnie wprowadzone na krótką listę.
CAF rozpoczął procedurę kontrolną, zamierzając odwiedzić każdy z krajów ubiegających się o organizacje. Sprawdzeniu miały podlegać stadiony, infrastruktura, a także zainteresowanie piłkarskimi rozgrywkami w kraju. Jako pierwszą CAF wizytowało DR Konga. Kontrola została przewidziana w terminie od 12 do 15 listopada 2010 r., ale krótko po rozpoczęciu została przerwana. Kilka dni po tym wydarzeniu władze federacji DR Konga wysłały do CAF pismo w którym poinformowali o wycofaniu się z rywalizacji o PNA.
Maroko było kolejnym państwem, które było kontrolowane. CAF odwiedziła Maroko na początku listopada 2010 roku. Pod koniec roku 2010 przeprowadzono inspekcję w trzecim zgłoszonym państwie - Republice Południowej Afryki.
29 stycznia, w trakcie 2011 CAF Super Cup, Zarząd CAF zdecydował, że Maroko będzie gospodarzem Pucharu Narodów Afryki 2015.

### Rezygnacja Maroka
W październiku 2014 roku, władze Maroka wystosowały prośbę do CAF o zmianę terminu imprezy z powodu epidemii wirusa Ebola w Afryce Zachodniej. Sprawa została omówiona 2 listopada 2014 podczas posiedzenia Komitetu Wykonawczego CAF w Algierze i zdecydowano, że turniej nie zostanie przełożony na inny termin. Jednocześnie, władze federacji marokańskiej otrzymały ostateczny termin podjęcia decyzji o organizacji turnieju do 8 listopada 2014 r. Maroko ostatecznie nie zgłosiło gotowości do organizacji turnieju w wyznaczonym terminie i w 11 listopada 2014 r. CAF oficjalnie ogłosił, że PNA 2015 nie odbędzie się w tym kraju. 3 dni po upłynięciu ultimatum dla Maroka, CAF poinformowało, że turniej organizować będzie Gwinea Równikowa.

## Zakwalifikowane drużyny
Początkowo udział jako gospodarz miała mieć zapewniony reprezentacja Maroka, jednak na skutek decyzji władz federacji o rezygnacji z organizacji turnieju, reprezentacja tego kraju została wykluczona z udziału w PNA 2015. Miejsce gospodarza przydzielono nowemu organizatorowi Gwinei Równikowej, pomimo że ta reprezentacja odpadła w II rundzie kwalifikacyjnej do PNA 2015.
| Drużyna                       | Grupa kwalifikacyjna        | Liczba występów do tej pory | Najlepszy wynik                     | Ostatni występ |
| ----------------------------- | --------------------------- | --------------------------- | ----------------------------------- | -------------- |
| Gwinea Równikowa              | gospodarz                   | 1                           | Ćwierćfinał (2012)                  | 2012           |
| Południowa Afryka             | zwycięzca Grupa A           | 8                           | Zwycięstwo (1996)                   | 2013           |
| Kongo                         | wicemistrz Grupa A          | 6                           | Zwycięstwo (1972)                   | 2000           |
| Algieria                      | zwycięzca Grupa B           | 15                          | Zwycięstwo (1990)                   | 2013           |
| Mali                          | wicemistrz Grupa B          | 8                           | II miejsce (1972)                   | 2013           |
| Gabon                         | zwycięzca Grupa C           | 5                           | Ćwierćfinał (1996, 2012)            | 2012           |
| Burkina Faso                  | wicemistrz Grupa C          | 9                           | II miejsce (2013)                   | 2013           |
| Kamerun                       | zwycięzca Grupa D           | 16                          | Zwycięstwo (1984, 1988, 2000, 2002) | 2010           |
| Wybrzeże Kości Słoniowej      | wicemistrz Grupa D          | 19                          | Zwycięstwo (1992)                   | 2013           |
| Ghana                         | zwycięzca Grupa E           | 18                          | Zwycięstwo (1963, 1965, 1978, 1982) | 2013           |
| Gwinea                        | wicemistrz Grupa E          | 10                          | II miejsce (1976)                   | 2012           |
| Republika Zielonego Przylądka | zwycięzca Grupa F           | 1                           | Ćwierćfinał (2013)                  | 2013           |
| Zambia                        | wicemistrz Grupa F          | 16                          | Zwycięstwo (2012)                   | 2013           |
| Tunezja                       | zwycięzca Grupa G           | 16                          | Zwycięstwo (2004)                   | 2013           |
| Senegal                       | wicemistrz Grupa G          | 12                          | II miejsce (2002)                   | 2012           |
| Demokratyczna Republika Konga | najlepsza z trzecich miejsc | 16                          | Zwycięstwo (1968, 1974)             | 2013           |

## Obiekty
Czterema miastami gospodarzami zgłoszonymi do organizacji turnieju przez Gwineę Równikową są Malabo, Bata, Mongomo i Ebebiyín.
Malabo i Bata były również miastami gospodarzami podczas PNA 2012.
| Nuevo Estadio de Malabo                                     | Nuevo Estadio de Malabo | Estadio de Bata           | Estadio de Bata           |
| Pojemność: 15 250                                           | Pojemność: 15 250       | Pojemność: 35 700         | Pojemność: 35 700         |
|                                                             |                         |                           |                           |
| MalaboBataMongomoEbebiyín Miasta-organizatorzy na mapie GIN |                         |                           |                           |
| Mongomo                                                     | Mongomo                 | Ebebiyín                  | Ebebiyín                  |
| Estadio de Mongomo                                          | Estadio de Mongomo      | Nuevo Estadio de Ebebiyín | Nuevo Estadio de Ebebiyín |
| Pojemność: 15 000                                           | Pojemność: 15 000       | Pojemność: 5 000          | Pojemność: 5 000          |
|                                                             |                         |                           |                           |

## Sędziowie
Na turniej powołano 23 sędziów głównych i 21 sędziów asystentów.

### Sędziowie główni
- Mehdi Abid Charef
- Juste Ephrem Zio
- Gehad Grisha
- Bamlak Tessema Weyesa
- Eric Otogo-Castane
- Bakary Gassama
- Joseph Odartei Lamptey
- Aboubacar Mario Bangoura
- Néant Alioum
- Sylvester Kirwa
- Hamada Nampiandraza
- Koman Coulibaly
- Ali Lemghaifry
- Rajindraparsad Seechurn
- Bouchaïb El Ahrach
- Victor Gomes
- Maguette Ndiaye
- Malang Diedhiou
- Bernard Camille
- El Fadil Mohamed Hussein
- Mohamed Said Kordi
- Désiré Doué Noumandiez
- Janny Sikazwe

### Sędziowie asystenci
- Albdelhak Etchiali
- Jerson Emiliano Dos Santos
- Jean-Claude Birumushahu
- Oamogetse Godisamang
- Hassan Egueh Yacin
- Tahssen Abo El Sadat Bedyer
- Angesom Ogbamariam
- Malik Alidu Salifu
- Aboubacar Doumbouya
- Evarist Menkouande
- Marwa Range
- Redouane Achik
- Yahaya Mahamadou
- Peter Edibe
- Zakhele Siwela
- Theogene Ndagijimana
- Djibril Camara
- El Hadji Malick Samba
- Ali Waleed Ahmed
- Anouar Hmila
- Yéo Songuifolo

## Losowanie grup
Losowanie grup turnieju finałowego odbyło się 3 grudnia 2014 r. w Malabo. 16 zakwalifikowanych drużyn zostało wcześniej podzielonych na cztery koszyki, przy czym gospodarz turnieju - Gwinea Równikowa została automatycznie przydzielona na pierwszym imiejscu do grupy A. Pozostałe 15 zespołów zostało sklasyfikowanych na podstawie wyników uzyskanych w czasie kwalifikacji do PNA 2015, turnieju finałowego PNA 2013 (wraz z kwalifikacjami) oraz w czasie kwalifikacji do Mistrzostw Świata w Piłce Nożnej 2014.
| Koszyk 1                                                                                      | Koszyk 2                                                                 | Koszyk 3                                                                                                | Koszyk 4                                                                               |
| --------------------------------------------------------------------------------------------- | ------------------------------------------------------------------------ | --- | -------------------------------------------------------------------------------------- |
| Gwinea Równikowa (gospodarz) Ghana (48 pkt) Wybrzeże Kości Słoniowej (44 pkt) Zambia (41 pkt) | Burkina Faso (40 pkt) Mali (38 pkt) Tunezja (32,5 pkt) Algieria (28 pkt) | Republika Zielonego Przylądka (26,5 pkt) Południowa Afryka (23,5 pkt) Kamerun (23,5 pkt) Gabon (22 pkt) | Gwinea (19 pkt) Senegal (19 pkt) Demokratyczna Republika Konga (18 pkt) Kongo (13 pkt) |

## Grupy
16 drużyn zostało podzielonych na cztery grupy. Gwinea Równikowa jako gospodarz miała zapewniony start i przydzielono jej automatycznie miejsce w grupie A, pozostałych 15 drużyn kwalifikuje się w ramach kwalifikacji. Dwa najlepsze zespoły z każdej grupy zagrają w ćwierćfinale.

### Grupa A
| Drużyna          | Pkt | M | Z | R | P | Br+ | Br- | +/- |
| ---------------- | --- | - | - | - | - | --- | --- | --- |
| Kongo            | 7   | 3 | 2 | 1 | 0 | 4   | 2   | +2  |
| Gwinea Równikowa | 5   | 3 | 1 | 2 | 0 | 3   | 1   | +2  |
| Gabon            | 3   | 3 | 1 | 0 | 2 | 2   | 3   | -1  |
| Burkina Faso     | 1   | 3 | 0 | 1 | 2 | 1   | 4   | -3  |

| 17 stycznia 2015 17:00 | Gwinea Równikowa · Nsue 16' | 1 − 1(1−0)Raport | Kongo · Bifouma 87' | Estadio de Bata, Bata Widzów: 35 500 Sędzia: Bakary Gassama |
|                        |                             |                  |                     |                                                             |

| 17 stycznia 2015 20:00 | Burkina Faso | 0 − 2(0−1)Raport | Gabon · Aubameyang 19' · Evouna 72' | Estadio de Bata, Bata Widzów: 33 000 Sędzia: Rajindraparsad Seechurn |
|                        |              |                  |                                     |                                                                      |

| 21 stycznia 2015 17:00 | Gwinea Równikowa | 0 − 0Raport | Burkina Faso | Estadio de Bata, Bata Widzów: 25 500 Sędzia: Néant Alioum |
|                        |                  |             |              |                                                           |

| 21 stycznia 2015 20:00 | Gabon | 0 − 1(0−0)Raport | Kongo · Oniangué 48' | Estadio de Bata, Bata Widzów: 23 000 Sędzia: Victor Gomes |
|                        |       |                  |                      |                                                           |

| 25 stycznia 2015 19:00 | Kongo · Bifouma 51' · N’Guessi 88' | 2 − 1(0−0)Raport | Burkina Faso · Bance 86' | Nuevo Estadio de Ebebiyín, Ebebiyín Widzów: 4 600 Sędzia: Joseph Lamptey |
|                        |                                    |                  |                          |                                                                          |

| 25 stycznia 2015 19:00 | Gabon | 0 − 2(0−0)Raport | Gwinea Równikowa · Balboa 55' (k.) · Edu 86' | Estadio de Bata, Bata Widzów: 35 000 Sędzia: Désiré Doué Noumandiez |
|                        |       |                  |                                              |                                                                     |

### Grupa B
| Drużyna                       | Pkt | M | Z | R | P | Br+ | Br- | +/- |
| ----------------------------- | --- | - | - | - | - | --- | --- | --- |
| Tunezja                       | 5   | 3 | 1 | 2 | 0 | 4   | 3   | +1  |
| Demokratyczna Republika Konga | 3   | 3 | 0 | 3 | 0 | 2   | 2   | 0   |
| Republika Zielonego Przylądka | 3   | 3 | 0 | 3 | 0 | 1   | 1   | 0   |
| Zambia                        | 2   | 3 | 0 | 2 | 1 | 2   | 3   | -1  |

| 18 stycznia 2015 17:00 | Zambia · Singuluma 2' | 1 − 1(1−0)Raport | Demokratyczna Republika Konga · Bolasie 65' | Nuevo Estadio de Ebebiyín, Ebebiyín Widzów: 4 500 Sędzia: Gehad Grisha |
|                        |                       |                  |                                             |                                                                        |

| 18 stycznia 2015 20:00 | Tunezja · Ali Manser 69' | 1 − 1(0−0)Raport | Republika Zielonego Przylądka · Héldon 76' (k) | Nuevo Estadio de Ebebiyín, Ebebiyín Widzów: 4 200 Sędzia: Eric Otogo-Castane |
|                        |                          |                  |                                                |                                                                              |

| 22 stycznia 2015 17:00 | Zambia · Mayuka 60' | 1 − 2(0−0)Raport | Tunezja · Akaïchi 70' · Chikhaoui 89' | Nuevo Estadio de Ebebiyín, Ebebiyín Widzów: 3 800 Sędzia: Aboubacar Bangoura |
|                        |                     |                  |                                       |                                                                              |

| 22 stycznia 2015 20:00 | Republika Zielonego Przylądka | 0 − 0(0−0)Raport | Demokratyczna Republika Konga | Nuevo Estadio de Ebebiyín, Ebebiyín Widzów: 3 400 Sędzia: Malang Diedhiou |
|                        |                               |                  |                               |                                                                           |

| 26 stycznia 2015 19:00 | Demokratyczna Republika Konga · Bokila 66' | 1 − 1(0−1)Raport | Tunezja · Akaïchi 31' | Estadio de Bata, Bata Widzów: 6 800 Sędzia: Bakary Gassama |
|                        |                                            |                  |                       |                                                            |

| 26 stycznia 2015 19:00 | Republika Zielonego Przylądka | 0 − 0Raport | Zambia | Nuevo Estadio de Ebebiyín, Ebebiyín Widzów: 4 700 Sędzia: Néant Alioum |
|                        |                               |             |        |                                                                        |

### Grupa C
| Drużyna           | Pkt | M | Z | R | P | Br+ | Br- | +/- |
| ----------------- | --- | - | - | - | - | --- | --- | --- |
| Ghana             | 6   | 3 | 2 | 0 | 1 | 4   | 3   | +1  |
| Algieria          | 6   | 3 | 2 | 0 | 1 | 5   | 2   | +3  |
| Senegal           | 4   | 3 | 1 | 1 | 1 | 3   | 4   | -1  |
| Południowa Afryka | 1   | 3 | 0 | 1 | 2 | 3   | 6   | -3  |

| 19 stycznia 2015 17:00 | Ghana · A. Ayew 13' (k.) | 1 − 2(1−0)Raport | Senegal · Diouf 59' · Sow 90+3' | Estadio de Mongomo, Mongomo Widzów: 14 700 Sędzia: Bernard Camille |
|                        |                          |                  |                                 |                                                                    |

| 19 stycznia 2015 20:00 | Algieria · Hlatshwayo 68' (sam.) · Ghoulam 72' · Slimani 83' | 3 − 1(0−0)Raport | Południowa Afryka · Phala 51' | Estadio de Mongomo, Mongomo Widzów: 13 600 Sędzia: Désiré Doué Noumandiez |
|                        |                                                              |                  |                               |                                                                           |

| 23 stycznia 2015 17:00 | Ghana · Gyan 90+2' | 1 − 0(0−0)Raport | Algieria | Estadio de Mongomo, Mongomo Widzów: 10 400 Sędzia: Koman Coulibaly |
|                        |                    |                  |          |                                                                    |

| 23 stycznia 2015 20:00 | Południowa Afryka · Manyisa 47' | 1 − 1(0−0)Raport | Senegal · Mbodj 60' | Estadio de Mongomo, Mongomo Widzów: 9 600 Sędzia: Ali Lemghaifry |
|                        |                                 |                  |                     |                                                                  |

| 27 stycznia 2015 19:00 | Południowa Afryka · Masango 17' | 1 − 2(1−0)Raport | Ghana · Boye 73' · A. Ayew 83' | Estadio de Mongomo, Mongomo Widzów: 13 670 Sędzia: Hamada Nampiandraza |
|                        |                                 |                  |                                |                                                                        |

| 27 stycznia 2015 19:00 | Senegal | 0 − 2(0−1)Raport | Algieria · Mahrez 11' · Bentaleb 82' | Nuevo Estadio de Malabo, Malabo Widzów: 14 549 Sędzia: Rajindraparsad Seechurn |
|                        |         |                  |                                      |                                                                                |

### Grupa D
| Drużyna                  | Pkt | M | Z | R | P | Br+ | Br- | +/- |
| ------------------------ | --- | - | - | - | - | --- | --- | --- |
| Wybrzeże Kości Słoniowej | 5   | 3 | 1 | 2 | 0 | 3   | 2   | +1  |
| Gwinea                   | 3   | 3 | 0 | 3 | 0 | 3   | 3   | 0   |
| Mali                     | 3   | 3 | 0 | 3 | 0 | 3   | 3   | 0   |
| Kamerun                  | 2   | 3 | 0 | 2 | 1 | 2   | 3   | -1  |

Gwinea i Mali miały identyczny bilans na zakończenie rozgrywek w Grupie D - o awansie Gwinei zdecydowało losowanie w dniu 29 stycznia 2015 r.
| 20 stycznia 2015 17:00 | Wybrzeże Kości Słoniowej · Gervinho 58' · Doumbia 72' | 1 − 1(0−1)Raport | Gwinea · Yattara 36' | Nuevo Estadio de Malabo, Malabo Widzów: 13 150 Sędzia: Mehdi Abid Charef |
|                        |                                                       |                  |                      |                                                                          |

| 20 stycznia 2015 20:00 | Mali · Yatabaré 71' | 1 − 1(0−0)Raport | Kamerun · Oyongo 84' | Nuevo Estadio de Malabo, Malabo Widzów: 13 000 Sędzia: Janny Sikazwe |
|                        |                     |                  |                      |                                                                      |

| 24 stycznia 2015 17:00 | Wybrzeże Kości Słoniowej · Gradel 86' | 1 − 1(0−1)Raport | Mali · Sako 7' | Nuevo Estadio de Malabo, Malabo Widzów: 12 200 Sędzia: Bouchaib el Ahrach |
|                        |                                       |                  |                |                                                                           |

| 24 stycznia 2015 20:00 | Kamerun · Moukandjo 13' | 1 − 1(1−1)Raport | Gwinea · Traoré 42' | Nuevo Estadio de Malabo, Malabo Widzów: 11 650 Sędzia: Tessema Bamlak Weyesa |
|                        |                         |                  |                     |                                                                              |

| 28 stycznia 2015 19:00 | Kamerun | 0 − 1(0−1)Raport | Wybrzeże Kości Słoniowej · Max Gradel 36' | Nuevo Estadio de Malabo, Malabo Widzów: 15 230 Sędzia: Eric Otogo-Castane |
|                        |         |                  |                                           |                                                                           |

| 28 stycznia 2015 19:00 | Gwinea · Kévin Constant 15' (k) | 1 − 1(1−0)Raport | Mali · Modibo Maïga 47' | Estadio de Mongomo, Mongomo Widzów: 13 470 Sędzia: Mohamed Said Kordi |
|                        |                                 |                  |                         |                                                                       |

## Faza pucharowa
|  |                                            |                               |                                            |                                  |       |                               |                                  |                                            |                                            |                                            |                   |       |       |
|  | Ćwierćfinały                               | Ćwierćfinały                  | Ćwierćfinały                               |                                  |       | Półfinały                     | Półfinały                        | Półfinały                                  |                                            |                                            | Finał             | Finał | Finał |
|  | Ćwierćfinały                               | Ćwierćfinały                  | Ćwierćfinały                               |                                  |       | Półfinały                     | Półfinały                        | Półfinały                                  |                                            |                                            | Finał             | Finał | Finał |
|  | 31.01.15 – Estadio de Bata, Bata           |                               |                                            |                                  |       |                               |                                  |                                            |                                            |                                            |                   |       |       |
|  |                                            |                               |                                            |                                  |       |                               |                                  |                                            |                                            |                                            |                   |       |       |
|  | Kongo                                      | Kongo                         | 2                                          |                                  |       |                               |                                  |                                            |                                            |                                            |                   |       |       |
|  | Kongo                                      | Kongo                         | 2                                          | 04.02.15 – Estadio de Bata, Bata |       |                               |                                  |                                            |                                            |                                            |                   |       |       |
|  | Demokratyczna Republika Konga              | Demokratyczna Republika Konga | 4                                          |                                  |       |                               |                                  |                                            |                                            |                                            |                   |       |       |
|  | Demokratyczna Republika Konga              | Demokratyczna Republika Konga | 4                                          |                                  |       | Demokratyczna Republika Konga | Demokratyczna Republika Konga    | 1                                          |                                            |                                            |                   |       |       |
|  | 01.02.15 – Nuevo Estadio de Malabo, Malabo |                               |                                            |                                  |       | Demokratyczna Republika Konga | Demokratyczna Republika Konga    | 1                                          |                                            |                                            |                   |       |       |
|  |                                            |                               | Wybrzeże Kości Słoniowej                   | Wybrzeże Kości Słoniowej         | 3     |                               |                                  |                                            |                                            |                                            |                   |       |       |
|  | Wybrzeże Kości Słoniowej                   | Wybrzeże Kości Słoniowej      | Wybrzeże Kości Słoniowej                   | Wybrzeże Kości Słoniowej         | 3     | 3                             |                                  |                                            |                                            |                                            |                   |       |       |
|  | Wybrzeże Kości Słoniowej                   | Wybrzeże Kości Słoniowej      |                                            |                                  |       | 3                             | 08.02.15 – Estadio de Bata, Bata |                                            |                                            |                                            |                   |       |       |
|  | Algieria                                   | Algieria                      | 1                                          |                                  |       |                               |                                  |                                            |                                            |                                            |                   |       |       |
|  | Algieria                                   | Algieria                      | 1                                          |                                  |       | Wybrzeże Kości Słoniowej      | Wybrzeże Kości Słoniowej         | 0 (9)                                      |                                            |                                            |                   |       |       |
|  | 01.02.15 – Nuevo Estadio de Malabo, Malabo |                               |                                            |                                  |       | Wybrzeże Kości Słoniowej      | Wybrzeże Kości Słoniowej         | 0 (9)                                      |                                            |                                            |                   |       |       |
|  |                                            |                               | Ghana                                      | Ghana                            | 0 (8) |                               |                                  |                                            |                                            |                                            |                   |       |       |
|  | Ghana                                      | Ghana                         | Ghana                                      | Ghana                            | 0 (8) | 3                             |                                  |                                            |                                            |                                            |                   |       |       |
|  | Ghana                                      | Ghana                         | 05.02.15 – Nuevo Estadio de Malabo, Malabo |                                  |       | 3                             |                                  |                                            |                                            |                                            |                   |       |       |
|  | Gwinea                                     | Gwinea                        | 0                                          |                                  |       |                               |                                  |                                            |                                            |                                            |                   |       |       |
|  | Gwinea                                     | Gwinea                        | 0                                          |                                  |       | Ghana                         | Ghana                            | 3                                          | Mecz o 3. miejsce                          | Mecz o 3. miejsce                          | Mecz o 3. miejsce |       |       |
|  | 31.01.15 – Estadio de Bata, Bata           |                               |                                            |                                  |       | Ghana                         | Ghana                            | 3                                          | Mecz o 3. miejsce                          | Mecz o 3. miejsce                          | Mecz o 3. miejsce |       |       |
|  |                                            |                               | Gwinea Równikowa                           | Gwinea Równikowa                 | 0     |                               |                                  | 07.02.15 – Nuevo Estadio de Malabo, Malabo | 07.02.15 – Nuevo Estadio de Malabo, Malabo | 07.02.15 – Nuevo Estadio de Malabo, Malabo |                   |       |       |
|  | Tunezja                                    | Tunezja                       | Gwinea Równikowa                           | Gwinea Równikowa                 | 0     | 1                             |                                  | 07.02.15 – Nuevo Estadio de Malabo, Malabo | 07.02.15 – Nuevo Estadio de Malabo, Malabo | 07.02.15 – Nuevo Estadio de Malabo, Malabo |                   |       |       |
|  | Tunezja                                    | Tunezja                       |                                            |                                  |       |                               |                                  | Demokratyczna Republika Konga              | Demokratyczna Republika Konga              | 0 (4)                                      |                   |       |       |
|  | Gwinea Równikowa                           | Gwinea Równikowa              | 2                                          |                                  |       |                               |                                  |                                            | Demokratyczna Republika Konga              | 0 (4)                                      |                   |       |       |
|  | Gwinea Równikowa                           | Gwinea Równikowa              | 2                                          |                                  |       |                               |                                  | Gwinea Równikowa                           | Gwinea Równikowa                           | 0 (2)                                      |                   |       |       |
|  |                                            |                               |                                            |                                  |       |                               |                                  |                                            | Gwinea Równikowa                           | 0 (2)                                      |                   |       |       |

### Ćwierćfinały
| 31 stycznia 2015 17:00 | Kongo · Doré 55' · Bifouma 62' | 2 − 4(0−0)Raport | Demokratyczna Republika Konga · Mbokani 65', 90+1' · Bokila 75' · Kimwaki 81' | Estadio de Bata, Bata Widzów: 31 670 Sędzia: Bernard Camille |
|                        |                                |                  |                                                                               |                                                              |

| 31 stycznia 2015 20:30 | Tunezja · Akaïchi 70' | 1 − 2 (dogr.)(0−0, 1-1, 1-2)Raport | Gwinea Równikowa · Balboa 90+3' (k), 102' | Estadio de Bata, Bata Widzów: 41 000 Sędzia: Rajindraparsad Seechurn |
|                        |                       |                                    |                                           |                                                                      |

| 1 lutego 2015 17:00 | Ghana · Atsu 4', 61' · Appiah 44' | 3 − 0(2−0)Raport | Gwinea | Estadio de Mongomo, Mongomo Widzów: 14 500 Sędzia: Janny Sikazwe |
|                     |                                   |                  |        |                                                                  |

| 1 lutego 2015 20:00 | Wybrzeże Kości Słoniowej · Bony 26', 68' · Gervinho 90+4' | 3 − 1(1−0)Raport | Algieria · 51' Soudani | Nuevo Estadio de Malabo, Malabo Widzów: 15 000 Sędzia: Bakary Gassama |
|                     |                                                           |                  |                        |                                                                       |

### Półfinały
| 4 lutego 2015 20:00 | Demokratyczna Republika Konga · Mbokani 24' (k) | 1 − 3(1−2)Raport | Wybrzeże Kości Słoniowej · Touré 20' · Gervinho 41' · Kanon 68' | Estadio de Bata, Bata Widzów: 30 000 Sędzia: Néant Alioum |
|                     |                                                 |                  |                                                                 |                                                           |

| 5 lutego 2015 20:00 | Ghana · J.Ayew 42' (k) · Mubarak 45+1' · A.Ayew 75' | 3 − 0(2−0)Raport | Gwinea Równikowa | Nuevo Estadio de Malabo, Malabo Widzów: 15 250 Sędzia: Eric Otogo-Castane |
|                     |                                                     |                  |                  |                                                                           |

### Mecz o 3. miejsce
| 7 lutego 2015 17:00                  | Demokratyczna Republika Konga | 0 − 0 k. 4-2Raport                  | Gwinea Równikowa | Nuevo Estadio de Malabo, Malabo Sędzia: Gehad Grisha |
|                                      |                               |                                     |                  |                                                      |
|                                      |                               | Rzuty karne                         |                  |                                                      |
| Mabwati · Mabidi · Mbemba · Mongongu |                               | Balboa · Fabiani · Juvenal · Ellong |                  |                                                      |

- Nie było dogrywki, tylko od razu po upływie regulaminowego czasu gry odbyła się seria rzutów karnych.

### Finał
| 8 lutego 2015 20:00                                                                          | Wybrzeże Kości Słoniowej | 0 - 0 (dogr.) k. 9-8Raport                                                                     | Ghana | Estadio de Bata, Bata Widzów: 38 000 Sędzia: Bakary Gassama |
|                                                                                              |                          |                                                                                                |       |                                                             |
|                                                                                              |                          | Rzuty karne                                                                                    |       |                                                             |
| Bony · Gadji · Aurier · Doumbia · Y. Touré · Kalou · K. Touré · Kanon · Bailly · Dié · Barry |                          | Wakaso · J. Ayew · Acquah · Acheampong · A. Ayew · Mensah · Badu · Afful · Baba · Boye · Razak |       |                                                             |

## Klasyfikacja końcowa
| Lp. | Drużyna                       |
| --- | ----------------------------- |
|     | Wybrzeże Kości Słoniowej      |
|     | Ghana                         |
|     | Demokratyczna Republika Konga |
| 4.  | Gwinea Równikowa              |
| 5.  | Kongo                         |
| 6.  | Algieria                      |
| 7.  | Tunezja                       |
| 8.  | Gwinea                        |
| 9.  | Senegal                       |
| 10. | Mali                          |
| 11. | Republika Zielonego Przylądka |
| 12. | Gabon                         |
| 13. | Kamerun                       |
| =   | Zambia                        |
| 15. | Południowa Afryka             |
| 16. | Burkina Faso                  |

## Nagrody
Wyróżnienia indywidualne dla zawodników:
| Wyróżnienie                    | Sponsor | Zawodnik                      | Reprezentacja |
| ------------------------------ | ------- | ----------------------------- | ------------- |
| Zawodnik Fair Play             | Samsung | Kwesi Appiah                  | Ghana         |
| Najlepszy zawodnik             | Orange  | Christian Atsu                | Ghana         |
| Najlepszy strzelec             | Pepsi   | André Ayew                    | Ghana         |
| Strzelec najładniejszej bramki | Nissan  | Christian Atsu                | Ghana         |
| Drużyna Fair Play              | -       | Demokratyczna Republika Konga | -             |

Drużyna turnieju:
| Bramkarz         | Obrońcy                                             | Pomocnicy                              | Napastnicy                        |
| ---------------- | --------------------------------------------------- | -------------------------------------- | --------------------------------- |
| Aymen Mathlouthi | Aïssa Mandi Kolo Touré Jonathan Mensah Henri Bedimo | Serey Dié Yaya Touré Sibusiso Vilakazi | Gervinho André Ayew Wilfried Bony |

## Najlepsi strzelcy
3 gole
- Thievy Bifouma
- Dieumerci Mbokani
- Javier Balboa
- André Ayew
- Ahmed Akaïchi

2 gole
- Jeremy Bokila
- Christian Atsu
- Wilfried Bony
- Gervinho
- Max Gradel

1 gol
- Nabil Bentaleb
- Faouzi Ghoulam
- Riyad Mahrez
- Islam Slimani
- El Arbi Hillel Soudani
- Aristide Bancé
- Benjamin Moukandjo
- Ambroise Oyongo
- Héldon
- Férébory Doré
- Fabrice Ondama
- Prince Oniangué
- Yannick Bolasie
- Joël Kimwaki
- Emilio Nsue
- Ibán Edú
- Pierre-Emerick Aubameyang
- Malick Evouna
- Kwesi Appiah
- Jordan Ayew
- John Boye
- Asamoah Gyan
- Wakaso Mubarak
- Kévin Constant
- Ibrahima Traoré
- Mohamed Yattara
- Seydou Doumbia
- Wilfried Kanon
- Yaya Touré
- Bakary Sako
- Modibo Maïga
- Sambou Yatabaré
- Mame Biram Diouf
- Kara Mbodj
- Moussa Sow
- Oupa Manyisa
- Mandla Masango
- Thuso Phala
- Yassine Chikhaoui
- Mohamed Ali Manser
- Emmanuel Mayuka
- Given Singuluma

Gole samobójcze
- Thulani Hlatshwayo (dla Algierii)

## Inne informacje
- W pierwszym meczu grupy D, zawodnik Wybrzeża Kości Słoniowej, Gervinho, uderzył dłonią w twarz zawodnika Gwinei, Naby'ego Keïtę, za co został ukarany przez sędziego czerwoną kartką, a następnie zawieszony dyscyplinarnie na dwa mecze w turnieju[20].
- Pięć z sześciu meczów w grupie D zakończyło się wynikiem remisowym 1:1. Awans do ćwierćfinału wywalczyła drużyna Wybrzeża Kości Słoniowej, która zajęła pierwsze miejsce, zaś kwalifikant z drugiego miejsca w grupie D, wobec jednakowego dorobku punktowego i bramkowego ekip Mali i Gwinei, został wyłoniony w drodze losowania, przeprowadzonego 29 stycznia 2015, w wyniku którego kwalifikację uzyskała reprezentacja Gwinei[21].